# Чигоев, Мераб Ильич
Мера́б Ильи́ч Чиго́ев (15 февраля 1950, с. Джварисубани, Ленингорский район, Юго-Осетинская автономная область, Грузинская ССР — 9 января 2016, Цхинвал, Южная Осетия) — юго-осетинский государственный деятель, председатель Правительства Южной Осетии (1998—2001).

## Биография
В 1968 году окончил осетинскую среднюю школу № 11 в Тбилиси. В 1973 году окончил юридический факультет МГУ им. М. В. Ломоносова. С 1974 по 1977 год работал в должности следователя Черемушкинского РУВД Москвы, затем вернулся в Южную Осетию.
С 1977 по 1989 год работал в должностях старшего следователя по особо важным делам, начальника следственного отдела, заместителя начальника Управления внутренних дел Юго-Осетинской автономной области. После упразднения УВД грузинскими властями был вынужден переехать в Северную Осетию, где проработал с 1994 по 1996 год.
С апреля 1996 по август 1998 года работал в должности Генерального прокурора Республики Южная Осетия, а с августа 1998 по июнь 2001 года — председатель Правительства Республики Южная Осетия.
С мая по декабрь 2001 года вновь работал на должности Генерального прокурора Республики Южная Осетия.
С 2004 по 2008 год был министром юстиции Республики Южная Осетия.
С 2008 года — заместитель полномочного представителя Президента Республики Южная Осетия по вопросам постконфликтного урегулирования.
На президентских выборах 2011 года входил в число 17 утверждённых участников, но снял свою кандидатуру перед выборами. В парламент в 2009 году избирался от Коммунистической партии Южной Осетии.
С 2012 года работал в должности Генерального прокурора Южной Осетии.
9 января 2016 года, возвращаясь домой после свадьбы сына бывшего вице-премьера республики Аллы Джиоевой, был сбит нетрезвым водителем на перекрёстке улицы Советской и проспекта Алана Джиоева в Цхинвале и скончался на месте происшествия.
Был женат, имел двоих детей.